# Miami Nightmare

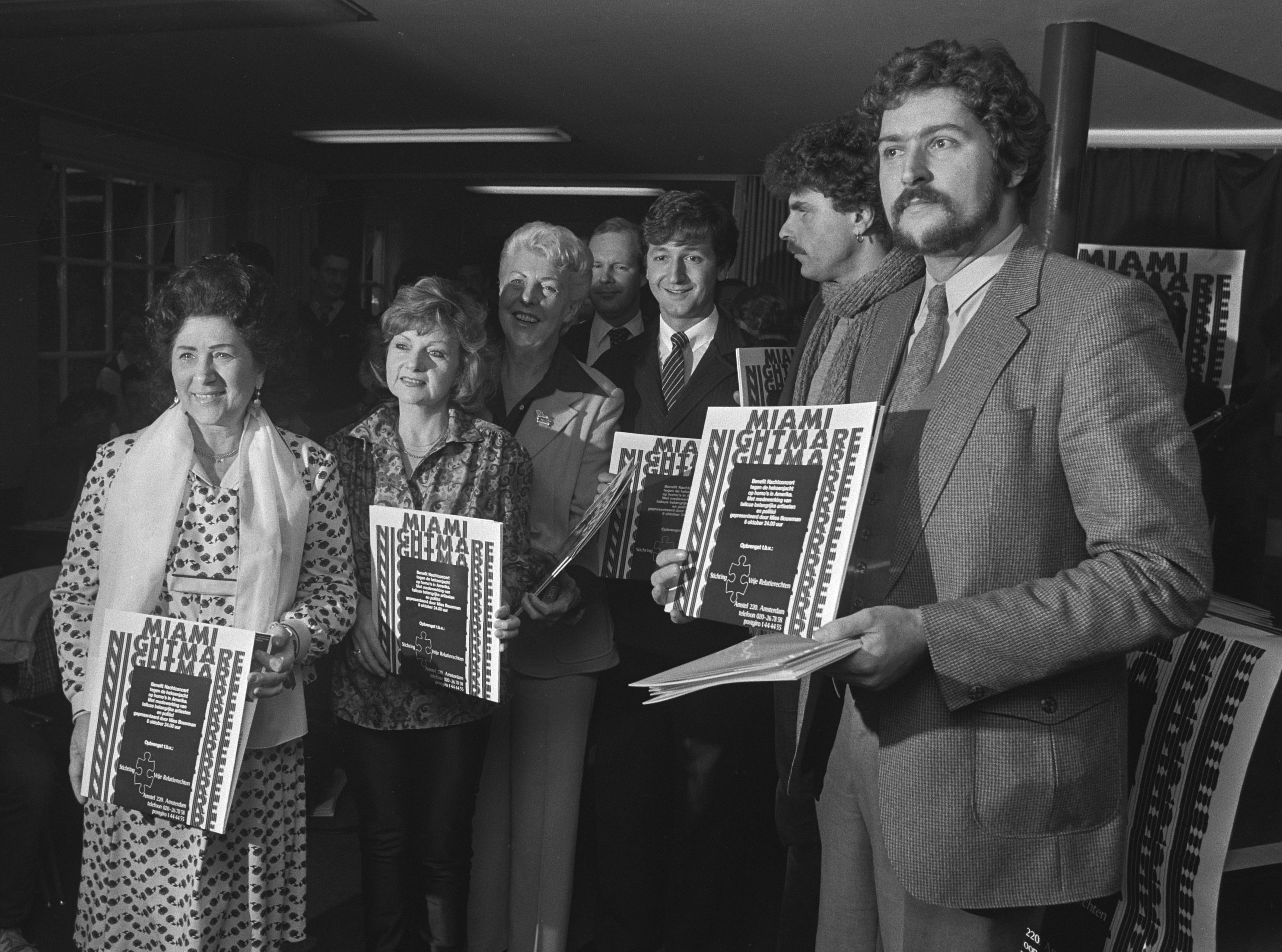
Presentatie in 1980 van de lp Miami Nightmare, met v.l.n.r. Zangeres Zonder Naam, Sylvia de Leur, Pia Beck, Manfred Langer, Robert Long en Henk Krol.

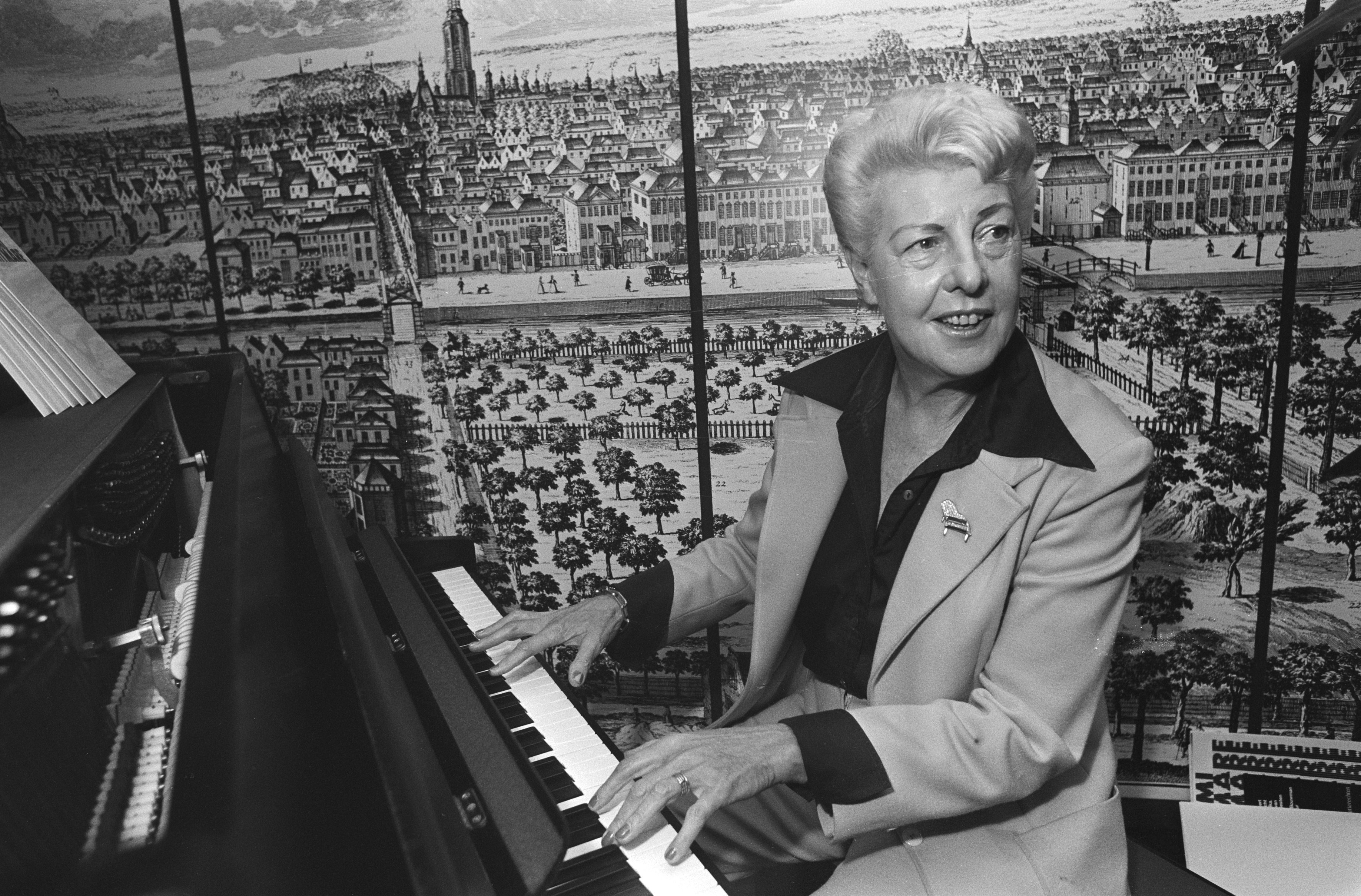
Pia Beck achter de piano, ter gelegenheid van de albumpresentatie.

Miami Nightmare was een Nederlands benefietconcert in 1977, als actie "tegen de heksenjacht op homo's in Amerika". In 1980 werden opnames van het concert op een gelijknamige langspeelplaat uitgebracht.

## Achtergrond
De Federatie Studenten Werkgroepen Homoseksualiteit demonstreerde in 1969 op het Binnenhof in Den Haag tegen artikel 248bis van het Wetboek van Strafrecht. Het artikel maakte seks tussen een meerderjarige en een minderjarige (onder de 21 jaar) van hetzelfde geslacht strafbaar, terwijl bij hetersoseksuelen de grens op 16 jaar lag. Het was de eerste protestactie voor homorechten in Nederland. In 1971 werd het wetsartikel afgeschaft. Daarna bleef het enige tijd rustig rond de homo-emancipatie in Nederland.
Begin 1977 werd in Miami-Dade County, in de Amerikaanse staat Florida, een verordening ingevoerd die discriminatie op grond van seksuele geaardheid verbood. Anita Bryant, zangeres en lid van de Southern Baptist Convention, werd woordvoerder van de tegenstanders van de verordening en voerde een felle campagne voor het intrekken daarvan. Haar antihomocampagne leidde binnen en buiten Amerika tot protesten. Ook vanuit Nederland liet men zich horen; de Stichting Vrije Relatierechten (SVR) plaatste als reactie op Bryant en haar campagne op 4 juni 1977 een advertentie in de Miami Herald, die begint met "Wij, in het land van Anne Frank, weten waartoe vooroordelen en discriminatie kunnen leiden". De advertentie werd ondertekend door onder anderen minister Jan Pronk en burgemeesters Wim Polak (Amsterdam) en Henk Vonhoff (Utrecht). Later die maand werd op initiatief van de Internationale Lesbische Alliantie de Internationale homobevrijdings en -solidariteitsdag gehouden, die zou uitgroeien tot de Roze Zaterdag en de eerste Gay Pride Parade in Nederland was.
Rond de kerst wilde de SVR een tweede advertentie plaatsen in Time Magazine, dat met ruim 4 miljoen lezers een groter publiek kon bereiken. Om de benodigde 40.000 gulden bijeen te brengen werd besloten een benefietconcert te organiseren.

## Benefietconcert
Het benefietconcert begon om middernacht op 8 oktober 1977 in het Concertgebouw in Amsterdam. Na een inleiding door SVR-bestuurslid Henk Krol, werd de avond aan elkaar gepraat door Mies Bouwman. Er werden optredens verzorgd door onder anderen Pia Beck, Martine Bijl, Jos Brink, Will Ferdy, Sieto Hoving, Manfred Langer, Sylvia de Leur, Robert Long en Albert Mol, die liedjes en sketches ten gehore brachten. De avond werd afgesloten met een zelfgeschreven protestlied van de Zangeres Zonder Naam, waarin ze zowel Bryant als de homo's toezingt: 

Maar beste vent hou gerust van je vriend
En strijd voor je rechten
Desnoods er voor vechten
Waar ze jou van beschuldigt heb jij niet verdiend

Na afloop van het concert, dat tot vijf uur zondagmorgen duurde, werd Bouwman door SVR-voorzitter Coos Huijsen bedankt. Er waren 2000 bezoekers op de avond afgekomen, die samen ruim 100.000 gulden bijeenbrachten.
Ongeveer 70 procent van de kiezers in Florida stemde in een referendum voor intrekking van de door Bryant bestreden verordening, waardoor homoseksuelen niet dezelfde rechten kregen als heteroseksuelen. De Amerikaanse ambassadeur Robert J. McCloskey liet, namens president Jimmy Carter, na het concert in een brief aan de SVR weten dat homofielen in Amerika mogen doen wat ze willen, als ze het maar thuis doen.
In de advertentie die begin 1978 in Times werd geplaatst werd Amerika schijnheiligheid verweten. De opstellers vonden het feit dat homoseksuelen in Amerika geen aanspraak konden maken op universele rechten in tegenspraak met de Amerikaanse Onafhankelijkheidsverklaring. Tot de 25 ondertekenaars van de advertentie behoorden Simone de Beauvoir, Molly Geertsema, John Gielgud, Günter Grass, Bernard Haitink, Ien van den Heuvel, Frits Korthals Altes, Jean-Paul Sartre, Awraham Soetendorp en Ed van Thijn. De advertentie leidde tot de nodige ophef in Amerika, maar een directe reactie van Bryant bleef uit.

## Langspeelplaat
In november 1980 werd door EMI een langspeelplaat uitgebracht met opnames van het concert, die werd gepresenteerd bij Nieuwspoort in Den Haag. Naast nummers van de diverse artiesten, zijn daarop onder andere een interview met 'Anita' (Sylvia de Leur) te horen en fragmenten uit een toespraak van burgemeester Polak en een sketch van Sieto Hoving.
Kant 1
1. Opening door Henk Krol
2. Mies Bouwman
3. De Vlinder, Martine Bijl
4. Toespraak van burgemeester Wim Polak
5. Will Ferdy ontvangt Alex Dundas, een van de buurjongens van Anita Bryant (I am leaving you Miami Town)
6. Interview met Anita, Silvia de Leur en Adèle Bloemendaal
7. C'est la vie / If you were the only girl, Pia Beck

Kant 2
1. A message from Holland, door Manfred Langer
2. De nacht van de homofiele bedjes, Sieto Hoving
3. Thorbeckeplein / Tolerant, Robert Long
4. Korte reactie, Albert Mol
5. Luister Anita, Zangeres Zonder Naam